# Oenothera paradoxa
Oenothera paradoxa är en dunörtsväxtart som beskrevs av Hudziok. Oenothera paradoxa ingår i släktet nattljussläktet, och familjen dunörtsväxter. Inga underarter finns listade i Catalogue of Life.